# Juegos tlepolemios
Se llaman juegos tlepolemios a unos certámenes que tenían lugar en la Antigua Grecia. 
Los juegos se celebraban en honor de Tlepolemo rey de los Rodios que en nueve bajeles condujo sus tropas para realizar el sitio de Troya. En estos juegos tan solo podían participar los jóvenes de Rodas y se acordaba para el vencedor una corona de álamo.